# Marcello Bartalini
Marcello Bartalini (ur. 12 marca 1962 w Empoli) – włoski kolarz szosowy, mistrz olimpijski oraz brązowy medalista mistrzostw świata.

## Kariera
Pierwszy sukces w karierze Marcello Bartalini osiągnął w 1984 roku, kiedy wspólnie z Claudio Vandellim, Marco Giovannettim i Erosem Polim zdobył złoty medal w drużynowej jeździe na czas na igrzyskach olimpijskich w Los Angeles. Był to jego jedyny start olimpijski. Na rozgrywanych rok później mistrzostwach świata w Giavera del Montello Giovannettiego zastąpił Massimo Podenzana, a drużyna włoska zajęła trzecie miejsce. Poza tym w 1983 roku zajął trzecie miejsce w Chrono des Nations, a 1985 roku wygrał Gran Premio San Giuseppe. Jako zawodowiec startował w latach 1988–1989.